# Stefano Tassinari
Stefano Tassinari (Ferrara, 24 dicembre 1955 – Bentivoglio, 8 maggio 2012) è stato uno scrittore, drammaturgo e sceneggiatore italiano.
Ha pubblicato diversi romanzi e suoi racconti sono presenti in una decina di antologie, pubblicate in Italia e in alcuni Paesi stranieri.
Autore di testi teatrali, letture sceniche e di programmi radiofonici per Rai Radio 3, è stato ideatore e direttore artistico di varie rassegne letterarie, tra le quali La parola immaginata e Ritagli di tempo (ITC Teatro di San Lazzaro di Savena). È stato autore di documentari televisivi girati, oltre che in Italia, in Nicaragua, Spagna, Francia, Portogallo ed ex Jugoslavia.
Ha curato la messa in scena di decine di opere letterarie di scrittori italiani e stranieri, collaborando con attori e registi (tra gli altri: Leo Gullotta, Marco Baliani, Ottavia Piccolo, Silvano Piccardi, Antonio Catania, Matteo Belli, Ivano Marescotti, Laura Curino e Renato Carpentieri), musicisti (tra gli altri: Paolo Fresu, Riccardo Tesi, Mauro Pagani, Yo Yo Mundi, Têtes de Bois, Casa del vento, Mario Arcari, Armando Corsi, Antonello Salis, Daniele Sepe, Patrizio Fariselli, Jimmy Villotti, Paolo Damiani e Gianluigi Trovesi) e fotografi (tra gli altri: Mario Dondero, Giovanni Giovannetti, Tano D'Amico, Raffaella Cavalieri, Luca Gavagna e Dario Berveglieri).
Vicepresidente dell’Associazione Scrittori Bologna, ha scritto di letteratura su quotidiani e riviste. È stato direttore e fondatore di Letteraria (rivista semestrale di letteratura sociale), legata dapprima ai nuovi Editori Riuniti e poi dal 2010 a Edizioni Alegre. È stato prima militante di Avanguardia operaia, poi segretario della federazione ferrarese di Democrazia Proletaria, infine (dopo una parentesi nei Verdi Arcobaleno), è stato militante del Partito della Rifondazione Comunista, fondatore e animatore del circolo PRC "Víctor Jara" di Bologna.
È morto a Bentivoglio l'8 maggio 2012, all'età di 56 anni, dopo una lotta contro una grave malattia durata otto anni.
Per ricordare Tassinari a dieci anni dalla morte, nel 2022 viene pubblicato il libro Sul filo del ricordo. La militanza politica, il lavoro culturale, le passioni di Stefano Tassinari raccontati dalle compagne e dai compagni di strada, a cura di Agostino Giordano e Stefania De Salvador, ed. Red Star Press.

## Pubblicazioni
- Riflesso di ruggine, Cooperativa Charlie Chaplin, 1980
- All'idea che sopraggiunge, Corpo 10, 1987
- Ai soli distanti, Mobydick, 1994
- Assalti al cielo. Romanzo per quadri, Calderini, 1998, Perdisa, 2000
- L'ora del ritorno, Marco Tropea Editore, 2001
- I segni sulla pelle, Marco Tropea Editore, 2003
- L'amore degli insorti, Marco Tropea Editore, 2005; Edizioni Alegre, 2013
- Il vento contro, Marco Tropea Editore, 2008
- D'altri tempi, Edizioni Alegre, 2011

## Discografia
- Lettere dal fronte interno, Mobydick, 1997, (CD letterario con musiche di Roberto Manuzzi, immagini di Raffaella Cavalieri e la partecipazione di Mauro Pagani).